# Synagoga Meir Taweig w Bagdadzie
Synagoga Meir Taweig w Bagdadzie – obecnie jedyna funkcjonująca synagoga znajdująca się w Bagdadzie, stolicy Iraku. 
Synagoga została zbudowana w 1942 roku. Obecnie jest użytkowana i znajduje się pod opieką małej wspólnoty żydowskiej, której duchowym zwierzchnikiem jest obecny rabin tej synagogi, Emad Levy. W synagodze znajduje się kilka bardzo cennych zwojów Tory, w tym jeden liczący ponad 200 lat.